# Саидахмад Васли Самарканди
Саидахма́д Васли́ Самарка́нди́, также известен как Васли́ и Васли́ Самарканди́ — таджикский писатель, поэт, журналист и просветитель. Один из известных представителей среднеазиатского джадидизма. 

## Биография
Саидахмад Васли Самарканди родился в 1896 году в городе Самарканд. Начальное образование получил в медресе. Работал муаллимом (учителем) в медресе и светской школе джадидистов. В основном писал стихи, также и другие литературные произведения, писал статьи для газет джадидистов на персидском языке, в том числе для газет «Самарканд», «Бухорои Шариф», журнала «Ойна» и других.
Свои произведения и стихи Васли Самарканди писал на персидском (таджикском), узбекском и арабском языках. Наиболее известные его произведения: диван «Армугони дустон» на персидском (таджикском), диван «Девони туркий» на узбекском, сборник стихотворений «Назм-ус силсила» на персидском (таджикском), «Адаб уд-дин» на узбекском, «Амал» на арабском. Саидахмад также является автором лингвистической книги по изучению арабского языка на персидском «Мукаддимаи сарфу нахву араби, хам намунаи сарфу нахву форси».
Умер в 1925 году по некоторым данным в Самарканде. Был лично знаком со многими самаркандскими и несамаркандскими джадидистами, в том числе с Ходжи Муином и Мухсином Навбогчиёни.